# توت طويل الذيل
توت طويل الذيل (الاسم العلمي:Morus macroura) هو نوع من النباتات يتبع جنس التوت من الفصيلة التوتية.